# Catherine Ann Berger
Catherine Ann Berger (* 1965 in St. Gallen) ist eine Schweizer Filmdramaturgin und Filmkritikerin.

## Lebenslauf
Catherine Ann Berger wuchs zweisprachig in Bern auf (Englisch, Schweizerdeutsch/Deutsch) und studierte Film- und Theaterwissenschaften an der Universität Wien.
Nach ihrem Studium war sie beim Schweizer Fernsehen als Dokumentarfilm-Redakteurin tätig, von 1997 bis Juni 2003 moderierte sie die Sendung Kulturzeit in 3sat.
Ihre Ausbildung als Script Consultant erfolgte u. a. in Berlin, Stuttgart und Leipzig. Sie war Dramaturgieassistentin beim Film Im Nordwind und arbeitete am Drehbuch von Die Herbstzeitlosen mit (beide Regie: Bettina Oberli).
Sie arbeitet als freie Filmdramaturgin und Autorin (framing words) und Kritikerin für Kino Aktuell, das Filmmagazin des Schweizer Fernsehens (2009 abgelöst durch Box Office). Seit 2006 ist sie Mitglied der Theaterkommission der Stadt Zürich, und seit 2021 Teil der Fachkommission Fiction der Zürcher Filmstiftung.
Von Mai 2013 bis 2021 war Catherine Ann Berger Direktorin von Swiss Films. Von August 2021 bis 2023 war sie kaufmännische Direktorin der Deutschen Film- und Fernsehakademie Berlin.